# Тоса Міцумото
Тоса Міцумото (1530 —1569) — японський художник кінця періоду Муроматі. Представник школи Тоса.

## Життя і творчість
Старший син придворного художника Тоса Міцумоті. Народився 1530 року. Навчався малюванню у батька. Перша письмова згадка відноситься до 1541 року, коли він став офіційним керівником школи Тоса. Втім фактичним залишився Тоса Міцумоті. після смертіостаннього у 1550 році очолив Бюро живопису при імператорському дворі та відповідну установупри бакуфу сьогунату Асікага. Водночас обіймавдержавні посади, активно брав участь у політичномужитті Кіото. У 1569 році долучився до війська, що виступило проти Ода Нобунага, який рушив на Кіото. Загинув у битві. Після цього керівництво школою Тоса перейшло до брата Тоса Міцуйосі.
Загалом наслідував стилю, засновником якого став Тоса Міцунобу. З доробку Тоса Міцумото практично нічого не збереглося, можливобуло знищеноза наказом Ода Нобунага. Відомим є портрет сьогуна Асікаґа Йосітеру.